# Кемал ел Сулејли
Кемал ел Сулејли (арап. Kamāl as-Sulāylī; كمال السلايلي) канадски је писац и новинар суданског порекла, који је 2012. године објавио своју прву књигу „Недопустиво: Мемоари екстремā”.

## Биографија
Рођен је у Адену, а његова породица је потражила уточиште у Бејруту и Каиру након британске деколонизације Јемена 1967. године. После кратког повратка у Јемен, ел Сулејли се преселио у Лондон где је завршио свој докторат на енглеском језику, пре него што се преселио у Канаду.
Он је интензивно радио као новинар у Канади, укључујући и рад за The Globe and Mail, Report on Business, Toronto Star, National Post, The Walrus, Xtra! и Toronto Life. Он је тренутно директор Програма академског новинарства на Универзитету Рајерсон.
Његова књига „Недопустиво: Мемоари екстремā” је скуп мемоара о његовом искуству као геј мушкарца који је одрастао на Блиском истоку. Ова књига је била у ужем кругу 2012. за Награду књижевног поверења Хилари Вестон за нефикцију, номинована је за књижевну награду Ламбда 2013. у категорији Геј мемоар/биографија и Књижевну награду Торонта 2013. године.
Ел Сулејли је био у жирију 2012. године за награду Дејн Огилвије, књижевну награду за младе ЛГБТ писце у Канади, коју је добила Амбер Дон те године.
Књига „Недопустиво” је изабрана за популарно издање Канада Чита 2015., где ју је бранила глумица Кристин Крук.